# Episodi di South Park (quindicesima stagione)
La quindicesima stagione di South Park, composta da 14 episodi, è stata trasmessa negli Stati Uniti su Comedy Central dal 27 aprile al 16 novembre 2011.
L'edizione italiana è stata trasmessa su Comedy Central dal 18 ottobre 2011 al 10 gennaio 2012.
Tutti gli episodi sono stati scritti e diretti da Trey Parker.
| nº | Titolo originale                | Titolo italiano                         | Prima TV USA     | Prima TV Italia  |
| -- | ------------------------------- | --------------------------------------- | ---------------- | ---------------- |
| 1  | HumancentiPad                   | HumancentiPad                           | 27 aprile 2011   | 18 ottobre 2011  |
| 2  | Funnybot                        | Funnybot                                | 4 maggio 2011    | 18 ottobre 2011  |
| 3  | Royal Pudding                   | Nozze reali                             | 11 maggio 2011   | 25 ottobre 2011  |
| 4  | T.M.I.                          | Questione di lunghezza                  | 18 maggio 2011   | 1º novembre 2011 |
| 5  | Crack Baby Athletic Association | Associazione Atletica Crack Dipendenti  | 25 maggio 2011   | 8 novembre 2011  |
| 6  | City Sushi                      | Personalità multiple                    | 1º giugno 2011   | 15 novembre 2011 |
| 7  | You're Getting Old              | Stai invecchiando                       | 8 giugno 2011    | 22 novembre 2011 |
| 8  | Ass Burgers                     | La sindrome di Hamburger                | 5 ottobre 2011   | 29 novembre 2011 |
| 9  | The Last of the Meheecans       | L'ultimo dei messicani                  | 12 ottobre 2011  | 6 dicembre 2011  |
| 10 | Bass to Mouth                   | Wikileaks vs. South Park                | 19 ottobre 2011  | 13 dicembre 2011 |
| 11 | Broadway Bro Down               | Broadway                                | 26 ottobre 2011  | 20 dicembre 2011 |
| 12 | 1%                              | 0,01                                    | 2 novembre 2011  | 27 dicembre 2011 |
| 13 | A History Channel Thanksgiving  | La storia del giorno del ringraziamento | 9 novembre 2011  | 3 gennaio 2012   |
| 14 | The Poor Kid                    | Il bambino povero                       | 16 novembre 2011 | 10 gennaio 2012  |

## HumancentiPad

Steve Jobs nei panni del Dr. Heiter.

### Trama
A scuola molti ragazzi hanno un iPad Apple, perciò Eric finge di averne uno incollando un pezzo di vetro alla cover di un iPad. I suoi amici non gli credono perciò cerca di convincere sua madre ad acquistarne uno vero. Al negozio la madre comunica al figlio che può permettersi solo un tablet Toshiba Handibook. Cartman l'accusa di "fotterlo" facendola sembrare una pedofila davanti a tutti gli altri clienti. La madre lo punisce riportandolo a casa senza comprargli alcun tablet.
Kyle nel frattempo viene rapito da alcune spie della Apple che affermano di poter fare tutto quello che vogliono di lui perché era scritto nelle condizioni contrattuali che Kyle ha accettato senza leggere quando ha scaricato l'ultima versione di iTunes. Viene imprigionato insieme a altre persone che non hanno letto i termini dei contratti Apple: un uomo giapponese e una ragazza caucasica. Steve Jobs presenta il suo nuovo prodotto, lo HUMANCENTiPAD. Per alimentarlo, i tre soggetti rapiti vengono collegati chirurgicamente tramite bocca e ano, creando un unico tratto gastrointestinale (ispirato dal film di Tom Six The Human Centipede (First Sequence))>. Inizialmente il giapponese si rifiuta di mangiare per evitare che gli altri due debbano nutrirsi delle sue feci, ma quando Jobs lo tenta con un burrito non riesce a resistere. Per insegnare ai tre rapiti che devono leggere i contratti prima di firmarli, Steve Jobs mette in atto una simulazione con degli attori che fingono di portarli in salvo e di operarli solo avendo il loro permesso firmato.
Per liberare Kyle, il padre e gli amici chiedono aiuto ai Geniuses dell'Apple Store. Due di essi, Leslie e Fratgaard, con molta lentezza, alla fine trovano loro un "bambino di ricambio". Gerarld, Butters e Stan non sono soddisfatti perciò i Geniuses fanno una cerimonia chiamata "Toran Ra" trovando finalmente il modo per liberare Kyle: Gerald Broflovski, il padre di Kyle, dovrà diventare cliente Apple per invalidare il suo contratto.
Eric partecipa al programma televisivo Dr. Phil, accusando la madre di "fotterlo". Ovviamente il presentatore e il pubblico fraintendono la parola che il bambino usa così spesso, perciò gli viene regalato il primo esemplare di HUMANCENTiPAD per fargli dimenticare gli abusi della madre. Cartman è molto felice di possedere un prodotto che non solo permette di mandare email e navigare su internet ma che addirittura defeca nella bocca del suo nemico Kyle.
Alla fine i tre rapiti vengono separati perché il contratto di Kyle è stato disapprovato dal padre, così Cartman non può più avere il proprio prodotto Apple gratuito. Adirato, accusa persino Dio di "fotterlo". L'ultima scena vede un piangente Eric in un letto d'ospedale perché è stato parzialmente ustionato da un fulmine a ciel sereno.

## Funnybot

### Trama
Jimmy Valmer organizza una serata di premiazione dedicata alla commedia, i "Comedy Awards", ma si presenta a ritirare il proprio premio solo Tyler Perry. Durante la cerimonia proclama i tedeschi il popolo meno divertente della Terra. Il presidente tedesco, infuriato, diffonde un comunicato (in cui compaiono anche altri politici tedeschi tra cui Angela Merkel) in cui, per dimostrare di avere senso dell'umorismo, racconta delle barzellette per niente divertenti. Inoltre dichiara di voler attaccare la scuola elementare di South Park. Il giorno seguente Jimmy viene incolpato dell'accaduto. Tutti sono preoccupati, incluso Cartman che fa notare agli altri cosa sia successo agli ultimi che hanno fatto arrabbiare i tedeschi, riferendosi ai fatti della seconda guerra mondiale. I politici tedeschi irrompono nell'edificio scolastico minacciando i bambini con delle pistole. Eric, dimostrando una buona padronanza della lingua tedesca, tenta di trattare con loro. Dopodiché fanno uscire da una misteriosa cassa un robot programmato per aver un senso dell'umorismo perfetto, il "Funnybot" (parodia dei Dalek di Doctor Who). Il robot ha un grande successo negli Stati Uniti e compare in molti show televisivi e film, rubando il lavoro a comici come Adam Sandler, Ellen DeGeneres, Jay Leno e altri. Come è accaduto con i tedeschi, i comici arrabbiati per ciò che è successo minacciano gli studenti con delle pistole.
Improvvisamente durante uno spettacolo comico, Funnybot inizia a sparare uccidendo gli spettatori. Stan, Kyle, Cartman e Jimmy si recano nel camerino di Funnybot per chiedergli gentilmente di farsi da parte e lasciare spazio ai comici di cui ha preso il posto. Ma questi progetta di porre fine alla vita sulla terra come sua "battuta finale". Funnybot prende il controllo di tutti i dispositivi nucleari del mondo per distruggere la Terra. Kyle ipotizza che per fermarlo basterebbe proporgli un paradosso logico in modo tale da farlo andare in tilt. Quindi Jimmy gli conferisce un premio per la commedia che porta il robot a fondersi prima di azionare le armi nucleari: accettare un premio significa prendere la commedia sul serio e ciò non è un comportamento da comici.
L'episodio si conclude con una scena alla discarica: i cittadini di South Park, i comici, i tedeschi e il presidente Obama si affacciano su un enorme buco. Una cassa di legno viene rinchiusa all'interno di tre spessi gusci metallici e poi calata nel buco che viene cementificato. Alle loro spalle appare Funnybot, rivelando allo spettatore di non essere lui ad essere sepolto nel buco appena mostrato, ma Tyler Perry.

## Nozze reali
- Titolo originale: Royal Pudding

### Trama
Il signor Mackey dirige un dramma sull'igiene dentaria ed è furioso quando Ike manca una prova per seguire il matrimonio reale canadese. Durante la cerimonia, la principessa viene rapita. Tutta la gente del Canada riceve l'ordine di aprire la "Scatola della fede" che contiene una registrazione video del primo ministro che chiama alle armi. Ike, accompagnato da Brutto Bob, da Scott e da un eschimese, si reca in soccorso della principessa, e scoprono che è stata rapita dalla "Caria Dentaria". Dopo un duro scontro la principessa viene liberata e il suo matrimonio può essere celebrato.
Nel frattempo Mackey obbliga Kyle a prendere il posto del fratello nella recita, interpretando il ruolo della caria. Durante le prove però, il consulente scolastico si mostra particolarmente nervoso e aggressivo nei confronti dei bambini. Il giorno della prima, Mackey rivela che il motivo di questo comportamento è dovuto al fatto che suo padre è stato ucciso dalla "Caria Dentaria". Lo spettacolo viene tuttavia interrotto dalla polizia, che rivela che la Caria è stata uccisa, con grande gioia di Mackey.

## Questione di lunghezza
- Titolo originale: T.M.I.

### Trama
La scuola decide di pubblicare su una tabella il numero di centimetri di cui ogni bambino è cresciuto rispetto all'anno precedente, ma Cartman crede che quei dati corrispondano in realtà alla lunghezza dei loro peni. Essendo ultimo in lista, decide di ricalcolare quei valori per dimostrare la loro infondatezza. Nei bagni della scuola misura i genitali di tutti i suoi compagni di classe eccetto il suo, la cui misura viene messa in cima alla lista con il valore di 34,7 centimetri. Gli altri ragazzi, irritati dal suo comportamento, insistono per misurare anche il suo. Al termine della ricerca, Cartman si rende conto di essere realmente l'ultimo della lista con 3,5 cm invece di tre e dà in escandescenze. Viene richiamato nell'ufficio della preside Victoria che gli comunica la realtà dei fatti.
Gli viene quindi consigliato di farsi visitare da uno psichiatra per i suoi problemi di rabbia. Il dottore cerca di capire cosa fa accendere la sua rabbia insultandolo con degli epiteti sul fatto che è grasso. Eric sembra essere indifferente, tanto da giocare con l'iPhone mentre lo psichiatra lo deride. In realtà quello che sta facendo con il cellulare è scrivere un messaggio alla moglie del dottore comunicandogli che ha avuto dei rapporti con una minorenne. La moglie telefona al marito in ufficio e durante la chiamata si suicida sparandosi un colpo alla testa. Viene poi mandato in un centro di recupero di cui fanno parte anche l'asiatico Tuong Li Kim, il ragazzo goth Michael, un membro dei Tea Party di nome Daniel, Wayne D., un giovane rapper che parla in modo incomprensibile, un ragazzo di nome Chase e una donna molto mascolina chiamata Gretchen. Qui dovrebbe imparare a tenere sotto controllo la rabbia, ma subito risulta evidente che ogni persona in quel gruppo ha problemi per la dimensione del proprio pene (o per la sua assenza, nel caso di Gretchen).
A scuola viene insegnata una formula estremamente complicata per il calcolo delle giuste dimensioni del pene (il T.M. I., ovvero Indice del Membro Turgido) da Randy Marsh, che però dà in escandescenze una volta sostituito e mandato allo stesso centro di recupero in cui si trova Cartman. Una volta lì, Randy non si calma affatto, ma anzi, insieme ai suoi compagni di corso, dà inizio ad una rivolta contro il "sistema", che si sparge a tutti gli uomini di South Park il cui pene è sotto la media T.M. I., i quali così mettono a ferro e fuoco la città, e occupano le sedi della FedEx, lanciando moniti a sproposito contro il governo e facendo richieste assurde. Il governo è costretto ad abbassare al minimo la media del valore nazionale del T.M. I., non potendo modificare la formula in quanto scientificamente valida. Tutto il gruppo è felice di questa modifica eccetto Cartman, la cui misura è ancora sotto la media.

## Associazione Atletica Crack Dipendenti
- Titolo originale: Crack Baby Athletic Association

### Trama
Mentre Stan e Kyle stanno guardando un episodio di Trombino e Pompadour, questo viene interrotto dalla Pubblicità Progresso presentata da Sarah McLachlan sui bambini nati da madri con dipendenza da crack. Kyle lo ritiene uno spot molto triste, perciò non riesce a resistere e si reca all'ospedale per fare volontariato nel reparto dedicato ai bambini con questo problema. Qui incontra Eric Cartman con una videocamera tra le mani che afferma di fare volontariato perché è stato convinto dallo spot anche lui. Kyle non gli crede, perciò lo pedina. Quando raggiunge la sua base vi trova anche Butters, Craig e Clyde e li fa confessare. I bambini hanno organizzato un business che sfrutta i neonati dipendenti da crack facendoli lottare e pubblicando i video dei combattimenti su Internet: l'"Associazione Atletica Crack Dipendenti". Kyle, indignato, tenta di andarsene, ma Eric cerca di convincerlo dicendogli prima che lo assumerà come contabile ebreo e poi, quando non lo vede per niente persuaso, dicendogli che hanno già guadagnato mille dollari in una settimana, convincendolo ad aderire.
Gli affari prosperano e l'organizzazione viene contattata dalla EA Sports per fare di questo nuovo sport un videogame. Kyle, sentendosi in colpa, comunica a Eric che lo schiavismo è illegale e che non trova giusto che i bambini non possano avere la loro parte di denaro. Cartman gli promette che si occuperà di capire come le altre società affrontano questo problema, e per questo si reca all'Università del Colorado vestito da commerciante di schiavi e chiede al direttore come fanno a non pagare gli atleti dell'università, riferendosi a loro come se fossero schiavi. Kyle propone di usare il 30% dei guadagni per costruire un orfanotrofio per i bambini dipendenti da crack. Con grande sorpresa di Kyle, Cartman è entusiasta dell'idea per il ritorno di immagine che questo avrebbe. Intanto Clyde e Craig cercano di contattare Slash per farlo suonare durante uno degli intervalli tra i combattimenti. Scoprono però che Slash non esiste realmente ma, in modo simile alla storia di Babbo Natale, è solo un'invenzione basata su una fiaba olandese chiamata "Vunter Slaush". Quando è il momento di concludere l'accordo con la EA Sports, questa ottiene tutti i diritti sullo sport e ai ragazzi non viene dato alcun soldo, ma sono solo stati usati come loro hanno fatto con i bambini dipendenti. Alla fine l'orfanotrofio viene comunque costruito da Slash, personificazione della bontà e della generosità.

## Personalità multiple
- Titolo originale: City Sushi

### Trama
Butters è stato assunto da City Sushi, un nuovo ristorante asiatico aperto in città, per distribuire volantini ai cittadini. Ne consegna uno anche al direttore del City Wok, Tuong Lu Kim, che arrabbiato si reca al ristorante rivale, tra l'altro edificato proprio di fianco al suo, per lamentarsi con il responsabile, il giapponese Julichee Takiyama. La discussione si conclude con una rissa tra i due avversari asiatici. Sebbene Butters sia innocente, viene portato a casa dalla polizia che farà pagare i danni della distruzione del ristorante giapponese ai genitori. Il padre Stephen, come al solito, lo mette in punizione per aver causato una guerra territoriale tra asiatici. I genitori, preoccupati della salute mentale del figlio, lo fanno visitare da uno psicologo, il dottor Janus, che gli diagnostica un disturbo dissociativo dell'identità. In realtà, quelle che sembrano personalità multiple (il postino, il pompiere, l'ispettore, il Professor Chaos, il cowboy, l'indiano, il camionista) sono solo un gioco per Butters, ma gli adulti sembrano non capirlo. Butters, essendo ingenuo e facilmente manipolabile, viene convinto dallo psicologo di essere pazzo e che una delle sue personalità vuole ucciderlo. Durante la seduta però, è proprio il dottor Janus che mostra di avere delle personalità multiple, rendendo il ragazzo ancora più confuso e spaventato. Sotto consiglio del dottore, Butters decide di riprendersi con la web cam di notte mentre dorme. Il giorno seguente, quando visiona le registrazioni (simili alle scene di Paranormal Activity), vede il dottor Janus entrare in camera sua, urinargli addosso e picchiarlo. Quando rivela tutto a Janus, questo pensa che voglia incastrarlo. Dopodiché una delle sue personalità obbliga il bambino a fargli da complice durante un furto in gioielleria, minacciando di uccidere i suoi amici e la sua famiglia. Mentre Butters tenta di forzare la cassaforte, il dottor Janus ritorna in sé e pensa che Butters abbia un'altra delle sue crisi di personalità. Lo psicologo si sente in dovere di chiamare le autorità, ma giustifica il bambino dicendo che è incapace di intendere e di volere.
Nel frattempo l'area che comprende i due ristoranti asiatici viene battezzata "Little Tokyo". Ancora una volta si scatena una violenta lite tra i proprietari dei due ristoranti. Successivamente Tuong Lu Kim propone una tregua: siccome i caucasici confondono cinesi e giapponesi, insieme organizzano un'assemblea alla scuola elementare per spiegare le differenze tra i due popoli. Durante la presentazione però il cinese mette in cattiva luce il popolo giapponese davanti al pubblico, facendo notare le atrocità compiute con il Massacro di Nanchino e la loro tendenza al suicidio. Qualche giorno dopo Lu Kim si ripresenta nuovamente dal signor Takiyama, scusandosi e proponendogli di organizzare insieme un festival per la diversità asiatica. Ancora una volta, il cinese è in mala fede perché vuole attirarlo sulla "Torre della Pace" appena costruita a Little Tokyo e buttarlo giù.
Quando Butters va in giardino per bruciare le divise con cui giocava, appare Janus su un triciclo che lo insegue per la città fino al parco, dove la sua personalità più remissiva e infantile lo avverte che la sua parte cattiva vuole prendere il sopravvento e ucciderlo con la pistola che nasconde sotto la giacca. Insieme vanno a casa del dottore, dove cambia continuamente personalità. Mentre fugge, Butters si ritrova in una stanza le cui pareti sono tappezzate di fogli di giornale in cui è rappresentato Takiyama vicino a scritte come "Kill" o "Die". Si scopre così che Tuong Lu Kim è in realtà una delle personalità del dottor Janus. Quando lo viene a sapere Takayama si butta giù dalla torre perché sente di aver disonorato il suo popolo scambiando un caucasico per un cinese, dimostrando lo stereotipo razziale che i giapponesi si suicidano facilmente. Il dottor Janus comunque non viene affidato a dei terapisti ma gli viene fatto impersonare il direttore del ristorante cinese, perché l'unico spaccio di cibo asiatico in città. L'ultima scena in cui il viso di Lu Kim viene sovrapposto a quello del dottor Janus è una citazione alla scena finale di Psyco.

## Stai invecchiando
- Titolo originale: You're Getting Old

### Trama
Stan Marsh compie dieci anni e organizza una festa al Whistlin' Willy's. Tra i regali che riceve, da parte di Kyle c'è anche un CD dei Gersploosh, una nuova band tween wave (genere fittizio che mescola caratteristiche dell'house e del dubstep). Tuttavia sua madre gli proibisce di ascoltarlo poiché considera questo nuovo genere musicale di moda tra gli adolescenti semplicemente spazzatura inascoltabile. Quando Randy lo viene a sapere, per spirito di contraddizione ascolta il CD, fingendo di apprezzarne la musica e accusando Sharon di essere invecchiata. In realtà tutto ciò che sente nelle cuffie sono letteralmente i peti di chi sta defecando, a cui fa da sottofondo un tempo ritmato. Lo stesso accade ai ragazzi quando viene fatta sentire loro Every Breath You Take dei Police, canzone di gioventù dei loro genitori. Per ribellarsi alla madre, Stan ascolta di notte con l'iPod le canzoni dei Gersploosh. Si rende conto però che anche lui ora sente solo dei rumori volgari, proprio come accade ai suoi genitori.
Il giorno dopo confessa tutto a Kyle, che gli consiglia di consultare un medico. Quest'ultimo, dopo una serie di domande che rivelano che questo fenomeno accade anche per il cibo e per i film, gli fa ascoltare Bob Dylan pensando che lo apprezzi. Inaspettatamente anche le canzoni classiche d'altri tempi "sembrano merda". Il medico gli diagnostica una condizione che definisce "essere un cinico bastardo". Intanto Randy comincia a comportarsi con Sharon come un adolescente perché non accetta il fatto di essere invecchiato. Forma persino una one man band di nome Steamy Ray Vaughan (parodia di Stevie Ray Vaughan), a cui poi si aggiunge una donna che si chiama Steamy Nicks (Stevie Nicks). Stan comincia a lamentarsi di qualsiasi cosa, dai videogiochi che prima apprezzava ai discorsi delle persone, vedendo tutto letteralmente "una merda". Anche quando vanno al cinema tutto ciò che vede nei trailer di Jack e Jill con Adam Sandler e I pinguini di Mr. Popper con Jim Carrey sono solo delle feci. L'atteggiamento di Stan allontana i suoi amici, che lo evitano. Inoltre il rapporto dei genitori di Stan è in crisi perché, ora che sono invecchiati, si sentono infelici. Per evitare che la routine li uccida lentamente, si lasciano temporaneamente.
- Guest star: Bill Hader (fattore nº 2)

## La sindrome di Hamburger
- Titolo originale: Ass Burgers

### Trama
Dopo la separazione dei genitori, Stan si è trasferito con la madre in un'altra casa. Questa situazione lo rende ancora più frustrato, sentimento che manifesta anche in classe adirandosi improvvisamente. Viene così fatto chiamare nell'ufficio dello psicologo della scuola, il signor Mackey. Lo psicologo scambia erroneamente la depressione di cui è affetto per la sindrome di Asperger, semplicemente perché l'anno precedente è stato vaccinato. I cittadini americani complottisti infatti sospettano che i vaccini imposti ai bambini dallo Stato siano dannosi e provochino questo disturbo del comportamento. Randy, che ha cambiato il suo nome in Steamy Ray Vaughan, convince il presidente (rappresentato come una papera che sputa feci dal becco) a varare una legge contro i vaccini. Eric Cartman, pensando che questo disturbo si chiami Assburgers (parola che unisce "culo" e "hamburger"), arriva alla conclusione che questa malattia faccia uscire degli hamburger dal retto. Perciò tenta vanamente di far credere all'infermiera della scuola di esserne affetto infilandosi proprio degli hamburger nelle mutande. Mentre esce dall'infermeria trasportando gli hamburger, Kyle ne assaggia uno, inconsapevole di dove siano stati conservati prima. Trovandoli deliziosi, si congratula con Eric, consigliandogli di aprire un banchetto per venderli.
Stan viene portato in un centro specializzato nella sindrome di Asperger. Tutti i pazienti però fingono di avere questo disturbo, che in realtà non esiste affatto, per nascondere il fatto di essere un'organizzazione chiamata "Società Segreta dei Cinici" (parodiando Matrix). Questa organizzazione ha l'intento di diffondere la verità: tutto quello che vedono i cinici è realmente "merda" ma alcune entità malvagie (talvolta alieni, talvolta esseri provenienti dal futuro, talvolta umani geneticamente modificati, etc.) hanno creato una realtà alternativa per mantenere la gente nell'ignoranza. Stan, per convincere le persone di vivere un'utopia, viene mandato indietro nella "realtà illusoria" con l'alcol, chiamato dai cinici "siero". Ubriaco, vede le cose in modo alterato ma più positivo. In queste condizioni si reca al banchetto "Cartman Burgers" dove lavora Kyle, facendogli una scenata e insultandolo pesantemente, sancendo così la rottura del loro rapporto. Successivamente interrompe una riunione tra i capi delle più importanti catene di fast food dello Stato, spaccando una finestra e sparando alla cieca con un fucile per poi cadere a terra svenuto.
Stan viene legato e interrogato perché amico di Kyle, dipendente del "Cartman Burgers", di cui i capi vogliono scoprire l'ingrediente segreto dei panini. Stan viene obbligato a chiedere all'amico il segreto di Cartman, pena la morte. Non ottenendo risposte utili i responsabili dei fast food distruggono il banchetto, ma prima di scoprire il segreto di Cartman vengono uccisi dai cinici ubriachi. Stan accetta il fatto di non poter riportare le cose come erano in origine, sentendosi pronto per cambiare con positività. Ma proprio quando sembra che la serie prenda una svolta, tutto torna come prima: i genitori di Stan si rimettono insieme e ritornano a vivere nella vecchia casa, Randy brucia i dischi che ha registrato come Steamy Ray Vaughn e Cartman Burgers viene abbandonata da tutti i suoi dipendenti, incluso Kyle, dopo aver scoperto che Eric insaporiva gli hamburger mettendoli nelle proprie mutande. Stan però continua a essere depresso e riesce ad affrontare la vita soltanto bevendo ogni mattina l'alcol che nasconde nel cassetto.

## L'ultimo dei messicani
- Titolo originale: The Last of the Meheecans

### Trama
I bambini giocano a "texani contro messicani": Butters, Kenny, Stan, Jimmy e Token capitanati da Kyle impersonano i messicani, mentre Clyde, Craig, Timmy e Dog Poo capitanati da Cartman recitano la parte dei texani. Con l'astuzia la squadra di Kyle riesce ad entrare nel territorio texano, il giardino della casa di Cartman, con grande disappunto di quest'ultimo. Dopo il momento di gioco tutti i bambini si riuniscono a mangiare e dormire da Eric, eccetto Butters che si è perso nel bosco senza poter varcare il confine, rappresentato dalla staccionata del giardino di Cartman. Butters, nel frattempo ribattezzatosi in Mantequilla ("burro" in lingua spagnola), cerca di ritrovare la strada di casa ma viene investito da un'auto. I passeggeri, di cognome Rippler, lo soccorrono e lo ospitano nella loro dimora. Credendolo un vero immigrato clandestino, i due lo trattano secondo lo stereotipo che incarna, parlandogli scandendo le parole e assumendolo come tuttofare per qualche giorno. Butters, appassionato di giochi di ruolo tipici dei bambini, si immedesima molto nel personaggio.
Nel frattempo Cartman si accorge che Butters è assente e avverte tutti gli altri bambini, svegliandoli. Il gioco quindi non si è ancora concluso, dato che non tutti i messicani hanno varcato il confine texano. Per ritrovarlo il gruppo di bambini che gioca a fare i messicani affigge per la città manifesti e distribuisce volantini con la sua foto, dichiarandolo disperso. Credendo di farlo sentire a suo agio, i coniugi Rippler lo abbandonano di fronte a un ristorante messicano di nome El Pollo Loco. Quando si presenta ai cuochi messicani dicendo di voler tornare a casa, questi lo riconoscono come il bambino scomparso e si rendono conto che gli Stati Uniti d'America sono pessimi, concludendo di voler tornare nel loro paese d'origine reclutando altri loro connazionali durante il viaggio. Raggiunto il territorio messicano, Butters/Mantequilla viene considerato da tutti un eroe, tanto che viene istituito un giorno di festa nazionale dedicato a lui.
Senza i messicani che si occupano dei lavori considerati dagli americani come meno dignitosi, gli USA entrano in quella che viene chiamata "crisi di immigrazione inversa". Lo Stato cerca quindi volontari per impedire ai messicani di varcare il confine: Eric si offre come guardia e gli viene data l'autorizzazione di usare un taser per far rispettare la propria autorità. Dopo due settimane e mezzo, Butters alla fine decide di tornare negli Stati Uniti, ma mentre tenta di varcare il confine, Cartman cerca di impedirglielo per vincere il gioco, sebbene sia contro le decisioni degli USA. Ovviamente quando riesce ad entrare in Texas, tutti sono felici tranne Cartman, che risulta definitivamente il perdente del gioco "texani contro messicani". L'episodio si chiude con i bambini che si riuniscono a mangiare nuovamente da Eric, il quale, dopo la rabbia iniziale, accetta finalmente la sconfitta.

## Wikileaks vs. South Park
- Titolo originale: Bass to Mouth

### Trama
I ragazzi della scuola, tramite l'applicazione Eavesdropper per iPhone, vengono a conoscenza di vari dettagli sulla vita privata di vari altri ragazzi. Inizialmente solo Kyle non condivide questo modo di fare, e quando è la vita privata di Stan ad essere messa sulla pubblica piazza, il ragazzo riunisce i suoi amici con l'intento di scovare colui che pubblica queste notizie. L'autore di tutto ciò è un gerbillo chiamato Wikileaks, così comincia la caccia all'animale. Viene rivelato inoltre che Wikileaks è il gemello malvagio di Lemmiwinks, gerbillo già apparso nella sesta stagione. Gli spiriti guida di Lemmiwinks chiedono poi aiuto ai ragazzi per fermare Wikileaks.
Nel frattempo si viene a sapere che un ragazzo della scuola si suicidò perché, a causa dell'insistenza di Eric circa il fatto che si era fatto la cacca addosso, gli altri ragazzi lo avevano deriso per tanto tempo. A causa di Eavesdropper la situazione poteva ripetersi con un altro ragazzo, e allora il consiglio scolastico decide di fare un patto con Eric: se lui fa in modo che nessuno si ricordi più di questo fatto, la preside gli dà una lauta ricompensa. Eric quindi riesce e far defecare una sua compagna di classe, non capendo che il principio della questione era che nessuno doveva essere preso in giro, e non solo il ragazzo beccato da Eavesdropper. Allora Eric e il consiglio decidono di far fare la cacca addosso a tutti i bambini della scuola preparando un menu a base di pizza con lassativo, cosicché, visto che sarebbero tutti nella stessa situazione, nessuno avrebbe deriso alcun compagno. Tutto ciò viene però scoperto da Wikileaks, che si accinge a diffondere immediatamente la notizia. Il consiglio scolastico arriva alla conclusione che solo uccidendo Eric nessuno si possa ricordare dell'intero gruppo di alunni "avvelenati", così lo gettano sotto un pullman dal quale scendono i ragazzi con la soluzione al problema originario: a sconfiggere Wikileaks sarà il fratello Lemmiwinks. Morto Wikileaks, il sito viene cancellato e tutto torna alla normalità. L'episodio si conclude con Eric che si vendica facendo mangiare a tutto il corpo docenti del cibo riempito con del lassativo.

## Broadway
- Titolo originale: Broadway Bro Down

### Trama
Randy discute coi suoi colleghi della partita di baseball della sera precedente, e interpellandone uno scopre che questi non ha visto l'incontro in quanto aveva accompagnato sua moglie a vedere lo spettacolo Wicked in stile Broadway. Inizialmente Randy lo prende in giro, ma quando il collega gli racconta che, finita la serata, la moglie gli ha regalato un ottimo pompino, il padre di Stan non perde tempo ed invita Sharon a teatro. Il giorno successivo racconta, estasiato, tutto ai colleghi, decidendo contestualmente di partire in vacanza proprio a Broadway approfittando del fatto che quella è la località dei musical per antonomasia.
I coniugi Marsh lasciano quindi i figli dai Feegan, una famiglia di vegani fissati con la sicurezza che opprimono il piccolo Larry con le loro convinzioni. Shelley prova a discutere di questo aspetto con i genitori del ragazzino, così lui si innamora della ragazza arrivando a farle anche delle "serenate" davanti alla porta di casa. Tornato da New York, Randy prova a metter su uno spettacolo teatrale in proprio, ma il contenuto, invece di nascondere i messaggi subliminali di stampo sessuale, li esalta fin dal titolo dell'opera. Così i professionisti di Broadway, preoccupati che Randy potesse svelare tutta la situazione anche se involontariamente, gli dicono di non rendere tutto così ovvio.
Randy però continua con le prove teatrali, e quando arriva esausto a casa trova la moglie che lo aspetta sveglia poiché in attesa del ritorno della figlia. Appena Randy scopre che Shelley è andata a teatro con Larry per vedere Wicked, corre immediatamente a prenderla e nel tragitto è costretto a confessare tutto a Sharon. Giunti a teatro, Randy entra ma i buttafuori lo cacciano perché disturbava; decide allora di travestirsi da Uomo Ragno sabotando lo spettacolo, ma accidentalmente colpisce le tubazioni così da far fuoriuscire una vasta quantità d'acqua. A causa di ciò un solo spettatore perde la vita, ed è proprio Larry. Alla fine Sharon si rende conto che il fatto di avere voglia di sesso orale dopo la visione di ogni spettacolo non può che giovare ad una coppia.
- Note: l'episodio è stato trasmesso durante le repliche anche col titolo Ricerca di mercato.

## 0,01
- Titolo originale: 1%

### Trama
Tutti gli studenti della scuola elementare sono stati riuniti nell'aula magna per essere informati del fatto che hanno totalizzato il punteggio più basso per salute e forma fisica di tutti gli Stati Uniti d'America. Ciò è stato causato dal solo Cartman, che ha abbassato la media del punteggio a tutta la scuola. Per evitare discriminazioni, tutte le classi per quattro settimane sono costrette a frequentare una lezione supplementare di educazione fisica durante l'ora dedicata alla ricreazione. Durante la lezione, per evitare l'imbarazzo, Cartman schernisce come al solito Kenny perché è povero e Kyle perché è ebreo ma Stan, con l'appoggio di tutta la classe, lo mette a tacere dato che è noto come sia lui il responsabile dell'intera faccenda. Quando Eric ribatte dicendo che è ingiusto che il 99% si coalizzi contro l'1%, Craig e Stan lo deridono dicendogli di andare a piagnucolare dai suoi peluche, cosa che effettivamente fa tornato a casa. I peluche (Clyde Frog, Peter Panda, Polly Prissypants, Rumper Tumpskin e Muscoloso Marc), a cui lui stesso dà voce, lo consolano dicendo che è tutta colpa di Barack Obama e che rimane sempre un "figo" agli occhi di tutti. Il giorno dopo entra nella mensa scolastica credendo paranoicamente che stiano facendo una manifestazione del 99% contro di lui perché dare la colpa a un presidente nero è politicamente scorretto. In realtà i compagni di classe pensavano ai fatti loro, ma le parole di Eric convincono Jimmy e Butters a creare davvero un club del 99% per avere giustizia.
Eric, tornato a casa, trova la sua camera a soqquadro e si accorge che Clyde Frog è scomparso. In giardino lo trova inchiodato ad un albero con la parola "vengeance" ("vendetta") scritta vicino. Questa visione è per lui talmente scioccante da procurargli il vomito. Per celebrare l'amico organizza un funerale nel suo giardino, con tanto di suonatore di cornamusa. Lì incolpa pubblicamente Kyle. Nel frattempo Jimmy e Butters si appostano davanti all'ufficio del "Consiglio presidenziale del fitness, dello sport e della nutrizione" ("President's Council on Fitness, Sports, and Nutrition") per protestare. Attirano l'attenzione della stampa e della polizia che, irragionevolmente, mette innumerevoli posti di blocco per arginare una manifestazione di soli quattro dimostranti. Ogni piccolo movimento dei manifestanti viene commentato enfaticamente dal telegiornale, che definisce la manifestazione letteralmente una "guerra di classe". Intanto anche Michael Moore si unisce alla protesta.
Eric fa un'altra conversazione con i suoi peluche mentre prende il tè, arrivando alla conclusione che "l'assassina" di Rana Clyde sia la madre. Una notte la camera di Eric viene incendiata e Peter Panda ne rimane vittima. Ora che la casa non è abitabile, Eric ordina alla madre di chiedere asilo alla famiglia Black per mettere al sicuro i peluche, perché ritiene che di questi tempi la gente di colore non è capace di fare niente di sbagliato. Kyle e Stan intanto credono che i responsabili delle disgrazie che capitano a Eric siano dei ragazzini di quinta capeggiati da Steben Tamal, che avevano precedentemente dimostrato odio nei suoi confronti, perciò si nascondono nel giardino di Token per controllare la situazione. In realtà Steven Tammal voleva solo unirsi alla protesta come parte dell'83%. Anche Muscle Man Marc e Rumper Tumpskin vengono distrutti. Successivamente Polly Prissypants confessa (sempre animata da Eric) di essere lei la responsabile della morte degli altri pupazzi perché non sopportava di vedere l'amico Cartman preso in giro dai compagni di classe. Eric si sente costretto a sparargli con una vera pistola nel salotto della famiglia Black. Dalle parole di Kyle e della madre, che si scusa con i Black per la teatralità del figlio, si deduce che Eric stesso è stato l'artefice della distruzione dei peluche perché doveva liberarsi dei giochi della propria infanzia per crescere come gli era stato detto.

## La storia del giorno del ringraziamento
- Titolo originale: A History Channel Thanksgiving

### Trama
David "Running Horse" Sawitzki, sedicente indiano Cherokee per un sedicesimo, viene invitato a scuola per parlare del giorno del ringraziamento dal punto di vista dei nativi americani. Ai ragazzi di quarta viene assegnata una ricerca in gruppo su questa festività. Cartman propone a Kyle, Stan e Kenny di guardare History Channel invece di documentarsi sulle fonti cartacee. Il servizio in cui si imbattono sostiene che durante il primo giorno del ringraziamento avvenuto nel 1641 potrebbero esserci stati contatti con forme di vita extraterrestri, giustificandosi sia giocando sull'impossibilità di dimostrare la non esistenza di qualcosa, sia col fatto che prima di una certa data non si era mai parlato dei ripieni del tacchino, che invece erano presenti nella prima cena di ringraziamento. Nonostante la disapprovazione di Kyle, Cartman convince il gruppo ad appoggiare questa tesi per rendere più interessante la propria relazione.
La loro ricerca attira l'attenzione dei dirigenti di History Channel, che nonostante siano subito avvertiti dai quattro che la relazione è stata scritta basandosi sul loro stesso documentario, si convincono che essa costituisca una prova ulteriore alle loro teorie; realizzano quindi un'intera puntata di Ancient Aliens basata sulle affermazioni (talvolta sarcastiche) dei ragazzi, accreditati come massimi esperti in materia. Tra tutti Kyle è quello che più è irritato da quanto il programma consideri plausibili delle teorie solo perché esse sono non falsificabili e quindi, ragionando per assurdo, afferma che né mancano prove della non presenza aliena, né si può escludere che i pellegrini stessi fossero in realtà degli alieni venuti dallo spazio. Data la sua presunta autorevolezza in materia, History Channel si reca a Cape Cod alla ricerca di conferme alle "teorie" di Kyle. Ed è così che proprio dallo spazio giunge sulla Terra un vero pellegrino, Myles Standish, che viene investito da un camioncino guidato da Natalie Portman. La prima cosa che Standish fa è salvare i quattro dalla furia di Running Horse, offeso da cos'ha detto History Channel riguardo ai suoi "antenati".
Il pellegrino però è giunto sulla Terra contro la sua volontà, proprio nel bel mezzo della guerra fra gli abitanti del suo pianeta e gli Indiani, i quali vogliono ottenere il possesso dei ripieni per la festa del ringraziamento che sarebbe arrivata dopo dieci giorni, privando così i terrestri di ciò. Per sconfiggere gli Indiani, il pellegrino ha bisogno di tornare sul suo pianeta, e per farlo dovrà essere la Portman a riaprire il wormhole, che risulta essere la propria vagina. Inizialmente restia, la ragazza alla fine cede alle lusinghe di Kyle, ritenuto a torto da History Channel un professore preparato sull'argomento: così il wormhole si riapre e il pellegrino, tornando sul suo pianeta, sconfigge gli Indiani salvando la cena del ringraziamento. Nonostante tutto, History Channel continua a tirare fuori, con grande rabbia di Kyle, nuove teorie non falsificabili sul Ringraziamento, come la presenza di fantasmi.

## Il bambino povero
- Titolo originale: The Poor Kid

### Trama
I genitori di Kenny vengono arrestati per detenzione di metanfetamine, così Kenny e i suoi due fratelli vengono dati in affido ad una famiglia rigidamente agnostica di Greeley (descritta come l'esatto opposto delle Hawaii) che continua ad abusare psicologicamente dei vari bambini che gli sono affidati. Nel frattempo Eric scopre che, in assenza di Kenny, è lui il bambino più povero della scuola, ma a lui questa situazione non sta bene così incastra sua madre con l'intento di farsi dare in affido ad una famiglia più ricca. Cartman finisce però nella stessa famiglia adottiva di Kenny, che nel frattempo si traveste nuovamente da Mysterion per salvare la sorellina della cattive situazioni in cui si viene a trovare. Quando anche i genitori adottivi vengono arrestati e Kenny ed Eric tornano a scuola, il secondo è felice perché non è più il più povero dell'istituto, ma di lì a poco Kenny viene ucciso da un uccello gigante preistorico che irrompe nella scuola, gettando nello sconforto Eric che torna ad essere il più povero.